# Il prigioniero coreano
Il prigioniero coreano (Geumul) è un film del 2016 diretto da Kim Ki-duk. La pellicola è stata presentata in anteprima mondiale al Toronto International Film Festival del 2016.

## Trama
Nam Chul-woo è un pescatore nordcoreano che vive felicemente con la moglie e la figlia in un villaggio al confine con la Corea del Sud. Un giorno la sua rete da pesca si impiglia nel motore della barca, rendendola ingovernabile, e la corrente trascina Nam verso la Corea del Sud. Una volta sconfinato in Corea del Sud, Nam viene catturato dalle autorità sudcoreane poiché sospettato di essere una spia.
A Seul Nam subisce una serie incessante di interrogatori e di torture, ma il forte indottrinamento operato dal regime nordcoreano sui suoi cittadini fa sì ch'egli resista. Gli viene anche proposto di stabilirsi definitivamente al Sud, ricevendo dal governo un alloggio e un nuovo lavoro, ma rifiuta l'offerta poiché la sua famiglia resterebbe bloccata al Nord. I funzionari del Sud decidono allora di lasciarlo da solo in un'affollata via di Seul per spingerlo ad agire nel caso sia effettivamente una spia: dopo un iniziale spaesamento, in cui rifiuta persino di aprire gli occhi per un'estrema fedeltà al suo regime, cerca una bancarella di cibo di strada di cui gli ha parlato un altro nordcoreano che aveva incontrato nella struttura di detenzione e che si era suicidato, e fa la conoscenza di una prostituta che è stata picchiata dal suo protettore. Nam non si capacita che in un paese tanto prospero delle donne possano essere costrette a vendere il proprio corpo e dopo alcune ore torna nel luogo in cui era stato lasciato. La sua prolungata assenza aveva confermato in alcuni agenti dei servizi segreti i loro sospetti, ma un giovane funzionario, anch'egli originario del Nord, prende le sue difese e cerca di aiutarlo. Dopo che sulla stampa è trapelata la notizia del suicidio dell'altro nordcoreano, le autorità decidono di rilasciarlo, regalandogli anche un nuovo motore per la barca, un peluche per la figlia e una somma di denaro.
In Corea del Nord, la stampa e la televisione celebra Nam perché è rimasto patriotticamente fedele al regime; i militari però lo trattengono per diversi giorni e lo torchiano in misura molto più violenta delle loro controparti meridionali, sequestrandogli anche il denaro che aveva nascosto nel retto. Nam viene poi rilasciato e torna a casa, ma quando cerca di riprendere il mare per andare a pesca, le guardie lo informano che la sua licenza è stata revocata e gli intimano di tornare a riva. Nam si rifiuta, poiché non ha un altro lavoro con cui sfamare la sua famiglia, e viene abbattuto dai colpi sparati dai militari.

## Distribuzione
Il film è stato presentato alla Mostra del Cinema di Venezia del 2016 ed è stato distribuito nelle sale italiane il 12 aprile 2018.

## Accoglienza

### Incassi
In Corea del Sud, il lungometraggio è stato distribuito in 381 sale, incassando 198 655 dollari nel primo fine settimana di proiezione per un totale di 370 314 $. La distribuzione nelle sale italiane – avvenuta due anni dopo l'uscita del film – ha fruttato 144 991 $, facendo salire gli incassi complessivi del lungometraggio a 599 913 $.

### Critica
Sull'aggregatore di recensioni Rotten Tomatoes, il film ha ottenuto un tasso di approvazione pari all'83% basato su sei recensioni professionali.
Francesco Alò ha elogiato il lavoro di Kim Ki-duk, ritenendolo un film «borghese» dalle tinte «kafkiane». Per il critico di BadTaste, Il prigioniero coreano è un'opera più «mainstream» e maggiormente «commerciale» rispetto agli altri lavori del regista sudcoreano, in particolare rispetto ai suoi film dei primi anni duemila.

## Riconoscimenti
- 2016 – Blue Dragon Film Awards
  - Miglior attore esordiente a Lee Won-geun
- 2016 – Mostra internazionale d'arte cinematografica di Venezia
  - Candidatura per il Leone d'oro a Kim Ki-duk